# Diane Bell (Anthropologin)
Diane Robin (Di) Bell (geb. Haig) (* 11. Juni 1943 in Melbourne) ist eine australische Anthropologin, Schriftstellerin und Aktivistin. Sie war Professorin an der George Washington University in Washington, D.C. Schwerpunkte ihrer Arbeit waren die Aborigines Australiens, Indigenenrechte, Menschenrechte, Gewalt gegen Frauen und Umweltschutzthemen.

## Herkunft und Ausbildung
Bell kam 1943 in Melbourne zur Welt. Von 1960 bis 1961 wurde sie am Frankston Teachers College zur Grundschullehrerin ausgebildet und unterrichtete an verschiedenen staatlichen Schulen in den Bundesstaaten Victoria und New South Wales. Nach den Geburten ihrer Kinder 1967 und 1969 erwarb sie 1971 den High-School-Abschluss in Abendkursen an der Box Hill High School. 1975 schloss sie ein Bachelorstudium in Anthropology an der Monash University in Melbourne ab, 1981 promovierte sie an der Australian National University (ANU) in Canberra.

## Karriere
1981 arbeitete Bell für die neu gegründete Northern-Territory-Schutzbehörde für heilige Stätten der Ureinwohner. Von 1982 bis 1988 betrieb sie ihr eigenes anthropologisches Beratungsinstitut in Canberra und war für den Central Land Council, den Northern Land Council, die Aboriginal Legal Aid Services, die Australian Law Reform Commission und den Aboriginal Land Commissioner tätig.

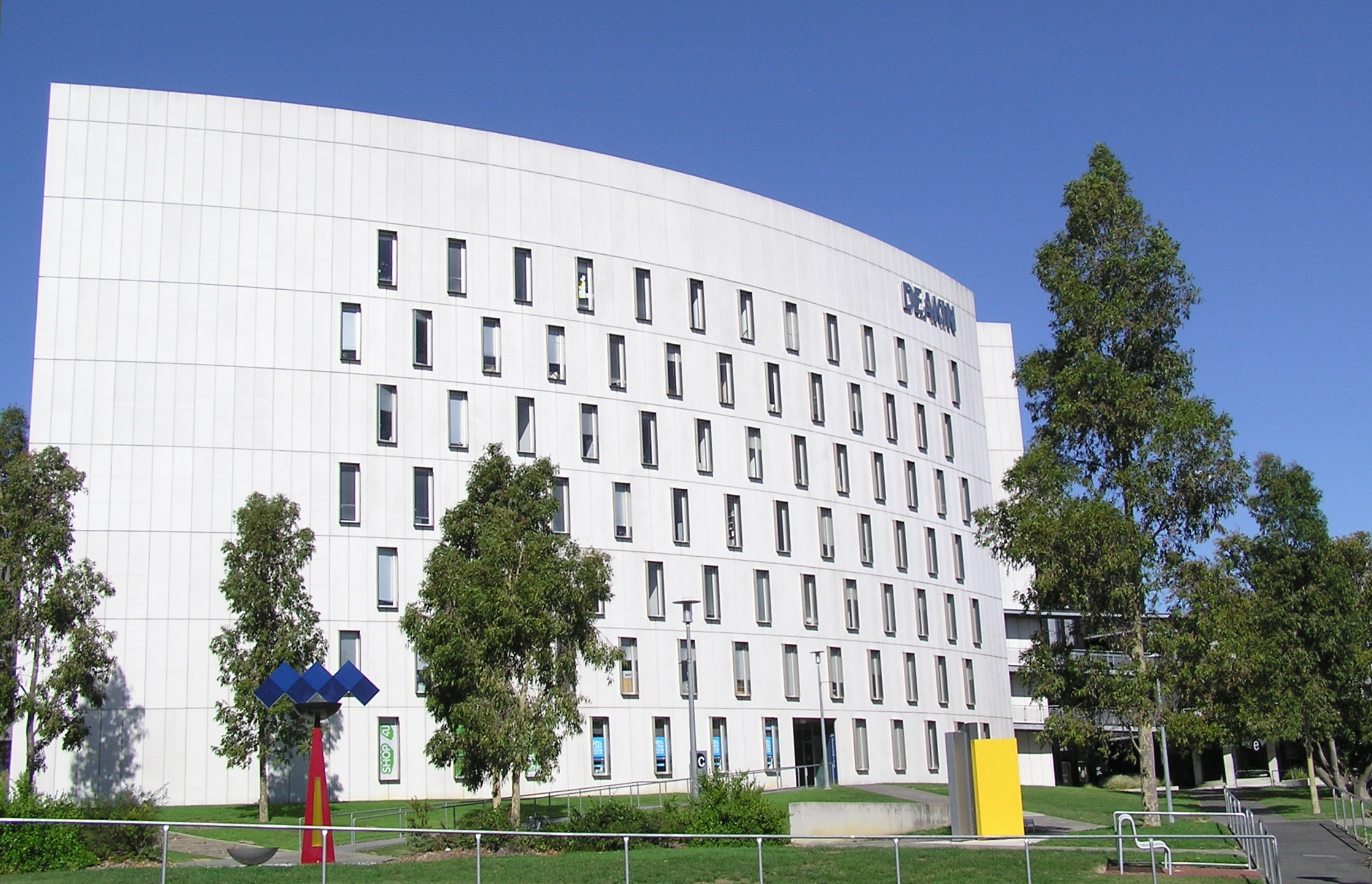
Deakin University

Von 1983 bis 1986 arbeitete sie mit einem Forschungsstipendium an der ANU, anschließend übernahm sie einen Lehrstuhl für Australische Studien an der Deakin University in Geelong, wo sie die erste Professorin im Lehrkörper war.
1989 zog Bell in die Vereinigten Staaten und übernahm den von der Henry R. Luce Foundation gestifteten Lehrstuhl für Religion, wirtschaftliche Entwicklung und soziale Gerechtigkeit am College of the Holy Cross in Worcester (Massachusetts). 1999 wurde sie Direktorin für Frauenstudien und Professorin für Anthropologie an der George Washington University. Als Stipendiatin des American Council on Education (ACE) unterstützte Bell 2003/2004 die Leitung der Virginia Tech, als diese ihre Lehrpläne überarbeitete. Acht Jahre lang war Bell Mitglied des Kuratoriums des Hampshire Colleges. Nach ihrem Ausscheiden von der George Washington University 2005 wurde ihr der Titel „Professor Emerita of Anthropology“ verliehen. Nach ihrer Rückkehr nach Australien im Jahr 2005 wurde sie zur Writer and Editor in Residence an der Flinders University (Südaustralien) und zur Gastprofessorin an der School of Social Sciences der University of Adelaide (Südaustralien) ernannt. Aktuell (2017) ist sie Honorarprofessorin für Anthropologie am College of Asia and the Pacific der ANU.
Sie war Mitglied der Redaktionen mehrerer Zeitschriften (Aboriginal History 1979–1988; Women's Studies International Forum 1990–2005) und war Mitglied der Redaktionen für die Longmans Encyclopedia (1989) Macmillan, die Encyclopedia of World Religions (2005) und die Encyclopedia of Religion in Australia (2009).
Bell war Beraterin für National Geographic bei der Fernsehserie „Taboo“ (2002–2004).

### Anthropologische Arbeiten
Bells erste umfassende anthropologische Monographie war Daughters of the Dreaming (dt.: Töchter des Träumens), die sich mit dem religiösen, spirituellen und zeremoniellen Leben der Aborigine-Frauen in Zentralaustralien befasste. Das Buch wird seit seiner Erstveröffentlichung im Jahr 1983 fortlaufend gedruckt, die Auflagen von 1993 und 2002 griffen die Debatten auf, die durch das Werk angeregt wurden. Durch ihre Forschungen konnte Bell nachweisen, dass die Frauen der Aborigines traditionell selbst Eigentümerinnen und Verwalterinnen von Land sind. Auch heute ist es gängige Praxis, dass Frauenräte wichtige Aufgaben bei Entscheidungen und Beratungen der Aborigines übernehmen.
Das Buch „Generations: Großmütter, Mütter und Töchter“, das mit Fotos von Ponch Hawkes illustriert war, zeichnet nach, wie besondere Gegenstände von australischen Frauen von Generation zu Generation weitergegeben wurden, und untersucht, wie die Geschichten über die Gegenstände Verbindungen zu weiblichen Verwandten herstellen. Bell wählte einen ethnografischen Ansatz, um die Gemeinsamkeiten verschiedener australischer Frauenkulturen über Alter, Zeit, Rasse und Region hinweg zu untersuchen. Kurz nach seinem Erscheinen erreichte das Buch Platz eins der Age-Bestsellerliste für Sachbücher.
Ab der zweiten Hälfte der 1970er Jahre bis weit in die 1980er Jahre beschäftigte sich Bell mit Fragen den Landrechten der Ureinwohner und der Rechtsreform. Zusammen mit der Anwältin Pam Ditton veröffentlichte sie 1984 das Buch Law: the old and the new. Aboriginal Women in Central Australia Speak Out, das sich mit Fragen der Rechtsreform in Zentralaustralien nach der Verabschiedung des Northern Territory Land Rights Act von 1976 befasste.

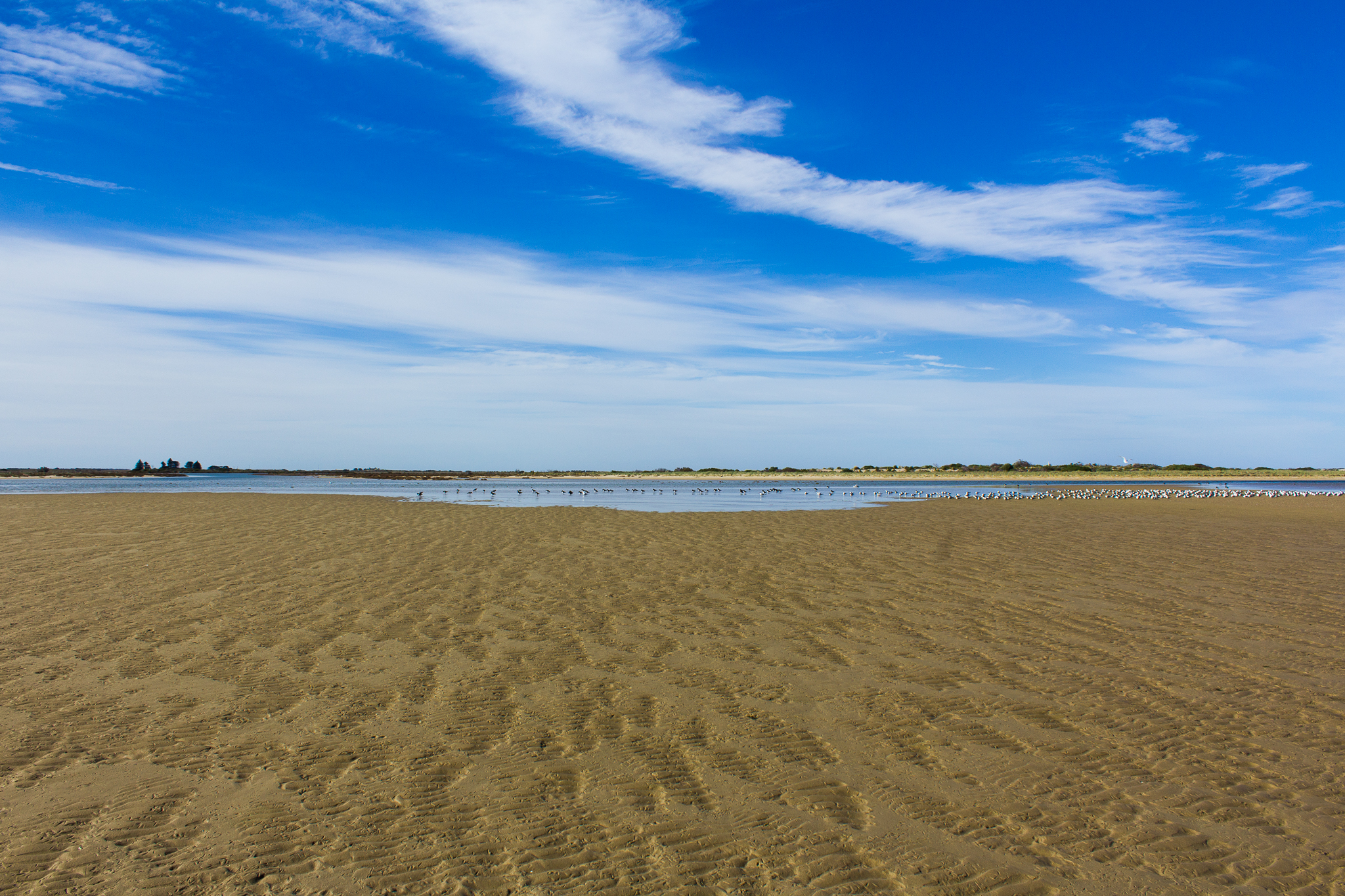
Mündung des Murray Richtung Hindmarsh-Island

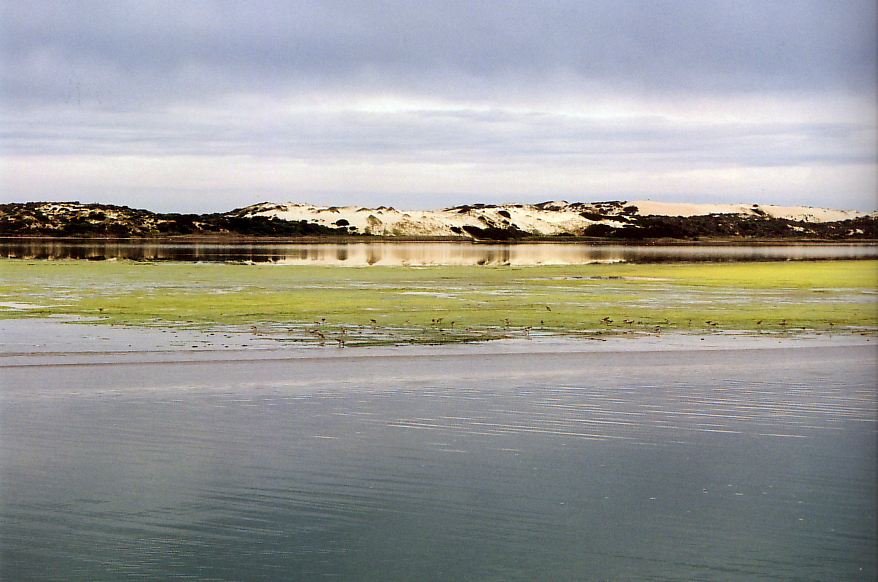
Coorong-Bucht

In den späten 1990er Jahren wurde Bell in die Kontroverse um die Hindmarsh-Island-Brücke hineingezogen. 1994 hatte eine Gruppe von Ngarrindjeri-Frauen, die angestammte Besitzerinnen des Lower River Murray, des Alexandrina-Sees und des Albert-Sees sowie des Coorong waren, dagegen protestiert, dass der geplante Bau einer Brücke von Goolwa nach Kumarangk auf den Hindmarsh-Islands in der Nähe der Murray-Mündung für sie als Frauen heilige Stätten entweihen würde. Das geschlechtsspezifisch eingeschränkte Wissen, das ihren Anspruch untermauerte, wurde als „geheime Frauenangelegenheit“ bekannt und in den Medien, vor Gericht und in der Wissenschaft diskutiert. Im Jahr 1996 stellte eine südaustralische Königliche Kommission fest, dass die Frauen ihre Ansprüche erfunden hätten, um die Entwicklung zu verhindern. Mit einer Ausnahme hatten die Frauen, die sich auf die heilige Tradition beriefen, jedoch nicht vor der Königlichen Kommission ausgesagt, da sie dies als Verletzung ihrer religiösen Freiheiten ansahen.
1997 klagten die Bauunternehmer vor dem australischen Bundesgericht auf Entschädigung für die Verluste, die ihnen durch die Verzögerungen beim Bau der Brücke entstanden waren. Der zuständige Richter John von Doussa hörte alle Streitparteien an, und obwohl dem Gericht mitgeteilt worden war, dass eine Wiederaufnahme der Verhandlung vor der Königlichen Kommission nicht gewünscht sei, kam die Frage des geheimen Wissens der Frauen erneut zur Sprache, sodass die klagenden Bauunternehmen ihre Schriftsätze dahingehend änderten, dass sie ausdrücklich behaupteten, dass das eingeschränkte Wissen der Frauen, das sie als „Frauengeschäft“ bezeichnen, keine echte Tradition der Ngarrindjeri sei. In seiner „Entscheidungsbegründung“ vom August 2001 stellte Doussa fest: „Die dem Gericht vorliegenden Beweise zu diesem Thema unterscheiden sich erheblich von denen, die der Königlichen Kommission vorlagen. Aufgrund der dem Gericht vorliegenden Beweise bin ich nicht davon überzeugt, dass das Wissen der Frauen mit eingeschränktem Zugang erfunden wurde oder dass es nicht Teil einer echten Tradition der Aborigines war.“ In Bezug auf die Hauptzeugin der Ngarrindjeri, Dr. Doreen Kartinyeri, schrieb er: „Ich bin nicht davon überzeugt, dass ich die Aussage von Dr. Kartinyeri zurückweisen und feststellen sollte, dass sie in Bezug auf das eingeschränkte Frauengeschäft gelogen hat.“
Am 4. Mai 2009 wurde „The Meeting of the Waters“, der Standortkomplex, den die Ngarrindjeri-Frauen gerichtlich zu schützen versucht hatten, von der Regierung des Bundesstaates Südaustralien registriert. Am 6. Juli 2010 erkannte Paul Caica, der südaustralische Minister für Aborigine-Angelegenheiten die Entscheidung Doussas an, dass das Wissen der Ngarrindjeri ein echter Teil der Tradition der Aborigines sei, und entschuldigte sich für den großen Schmerz und die Verletzung der Gemeinschaft. Ungeachtet der Entscheidung Doussas, der Entschuldigung der südaustralischen Regierung und der Registrierung des Geländes gibt es immer noch Stimmen, die der Meinung sind, dass die „üblichen Verdächtigen wieder einmal die kulturellen Fälschungen der Insel verbreitet haben“.
Bell wurde nach der Königlichen Kommission mit der Frage des geschlechtsspezifischen Wissens befasst. Aufgrund ihrer Recherchen in den Archiven Südaustraliens und ihrer Feldforschung mit den Frauen in den Jahren 1996–1998 war Bell davon überzeugt, dass es genügend Beweise für die Behauptungen der Frauen gab, dass es in der Gesellschaft der Ngarrindjeri geschlechtsspezifisch eingeschränktes Wissen gab und dass die Frauen die Wahrheit gesagt hatten.
Bells darauf folgende Monografie Ngarrindjeri Wurruwarrin wurde 1999 mit dem NSW Premier's Gleebook Award für Kultur- und Literaturkritik ausgezeichnet. Das Buch kam auch in die engere Wahl für das „The Age Book of the Year“ und den Queensland Premier's History Award 1999 sowie die Goldmedaille der Australian Literary Society im Jahr 2000. Bells jüngstes Werk mit Ngarrindjeri-Frauen, Kungun Ngarrindjeri Miminar Yunnan (2008), ist ein weiterer Beitrag zur gemeinsamen Forschung und zum Schreiben und dokumentiert die Auswirkungen der Anfechtung des kulturellen Wissens auf die Ngarrindjeri. Von 2005 bis 2013 lebte Bell bei den Ngarrindjeri; in dieser Zeit forschte und schrieb sie den Bericht über die Rechtsansprüche, die sich aus der indigenen Tradition ableiteten.

### Kreatives Schreiben
Bells erster veröffentlichter Roman, Evil, handelt von Geheimnissen innerhalb der Kirche und spielt auf dem Campus eines fiktiven amerikanischen Liberal Arts College. Das von Leslie Jacobson als Theaterstück adaptierte Evil wurde 2006 im Rahmen der „From Page to Stage“-Saison für neue Theaterstücke im Kennedy Center in Washington, D.C., und 2008 in Adelaide aufgeführt. Bells Stück „Weaving and Whispers“ wurde 2014 auf der Biennale des TarraWarra Museum of Arts aufgeführt.

### Politik
Bell kandidierte als Unabhängige bei den Nachwahlen 2008 für den Parlamentssitz im Wahlkreis Mayo, der durch den Rücktritt des ehemaligen Außenministers und Vorsitzenden der Liberal, Alexander Downer neu zu besetzen war. Ihre Kampagne trug den Namen Vote4Di. Sie kam mit 16,3 % der Erststimmen auf Platz 3 hinter den Grünen mit 21,4 % und den Liberalen mit 41,3 %.

### Umweltaktivistin
Bell setzte sich dafür ein, dass der Murray River, der Seen Alexandrina-See, der Albert-See sowie der Coorong mit frischem Wasser versorgt werden. Im Jahr 2007 war sie Mitbegründerin der Website „StoptheWeir“ und arbeitete mit der River, Lakes and Coorong Action Group Inc. zusammen, um den Bau eines Wehrs über den Murray River bei Pomanda Island (an der Stelle, an der der Fluss in den Lake Alexandrina mündet) zu verhindern. Sie verwaltete die Website „Hurry Save The Murray“. Bell ist eine gefragte Rednerin und Kommentatorin zu Umweltfragen im Internet, in den Medien und bei der Vorbereitung von Eingaben und Zeugenaussagen bei verschiedenen Umweltuntersuchungen.

## Privates
Ihre Tochter Genevieve Bell (* 1968 oder 1969) ist ebenfalls australische Anthropologin, sie ist Zukunftsforscherin und Expertin für Mensch-Maschine-Interaktion.

## Auszeichnungen
- Honorar-Professur für Anthropologie an der Australian National University in Canberra[38][39]
- 1998 New South Wales Premier's Literary Award für „Ngarrindjeri Wurruwarrin: A world that is, was, and will be“
- 2021 Medaille des Order of Australia[40]
- 2023 Hazel Rowley Literary Fellowship[41]

## Werke

### Als Autorin
- Evil: A novel Spinifex Press, Melbourne, 2005
- Ngarrindjeri Wurruwarrin: A world that is, was, and will be Spinifex Press, Melbourne, 1998 (New edition 2014)
- Generations: Grandmothers, Mothers and Daughters Melbourne, Penguin, 1987
- Daughters of the Dreaming, First ed. Melbourne, McPheeGribble/Sydney, Allen and Unwin, 1983 (Second ed. Minneapolis, University of Minnesota Press 1993; Third ed. Melbourne, Spinifex Press 2002)
- Law: The Old and the New (with Pam Ditton) Aboriginal History, Canberra, 1980

### Als Herausgeberin
- Kungun Ngarrindjeri Miminar Yunnan: Listen to Ngarrindjeri Women Speaking Melbourne, Spinifex Press, 2008
- All about Water: All about the River (Koautorin gemeinsam mit Gloria Jones for the River, Lakes and Coorong Action Group, www.stoptheweir.com)
- Radically Speaking: Feminism Reclaimed (Koautorin gemeinsam mit Renate Klein) Spinifex Press, Melbourne, 1996
- Gendered Fields: Women, Men and Ethnography (Koautorin gemeinsam mit Pat Caplan and Wazir Karim) Routledge, London, 1993
- This is My Story: The Use of Oral Sources (Koautorin gemeinsam mit Shelley Schreiner) Centre for Australian Studies, Deakin University, Geelong, 1990
- Longman's Encyclopedia (Australian Contributing Editor) Longmans, 1989
- Religion in Aboriginal Australia (Koautorin gemeinsam mit Max Charlesworth, Kenneth Maddock and Howard Morphy) University of Queensland Press, St Lucia, 1984

### Als Sachbuchautorin
- Miles Franklin and the Serbs still matter: a review essay, Honest History, 1. Dezember 2015[42]
- Sex, soldiers and the South Pacific: Honest History. 8. Februar 2016[43]
- An anthropologist, an historian and his historians: Honest History. 26. Oktober 2016[44]
- Clare Wright's You Daughters of Freedom is a Big Book about Big Ideas, Honest History, 7. Oktober 2018[45]
- Read and savour the salt of Bruce Pascoe's stories and essays of our land, Honest History, 1. November 2019[46]